# Řetězová pila

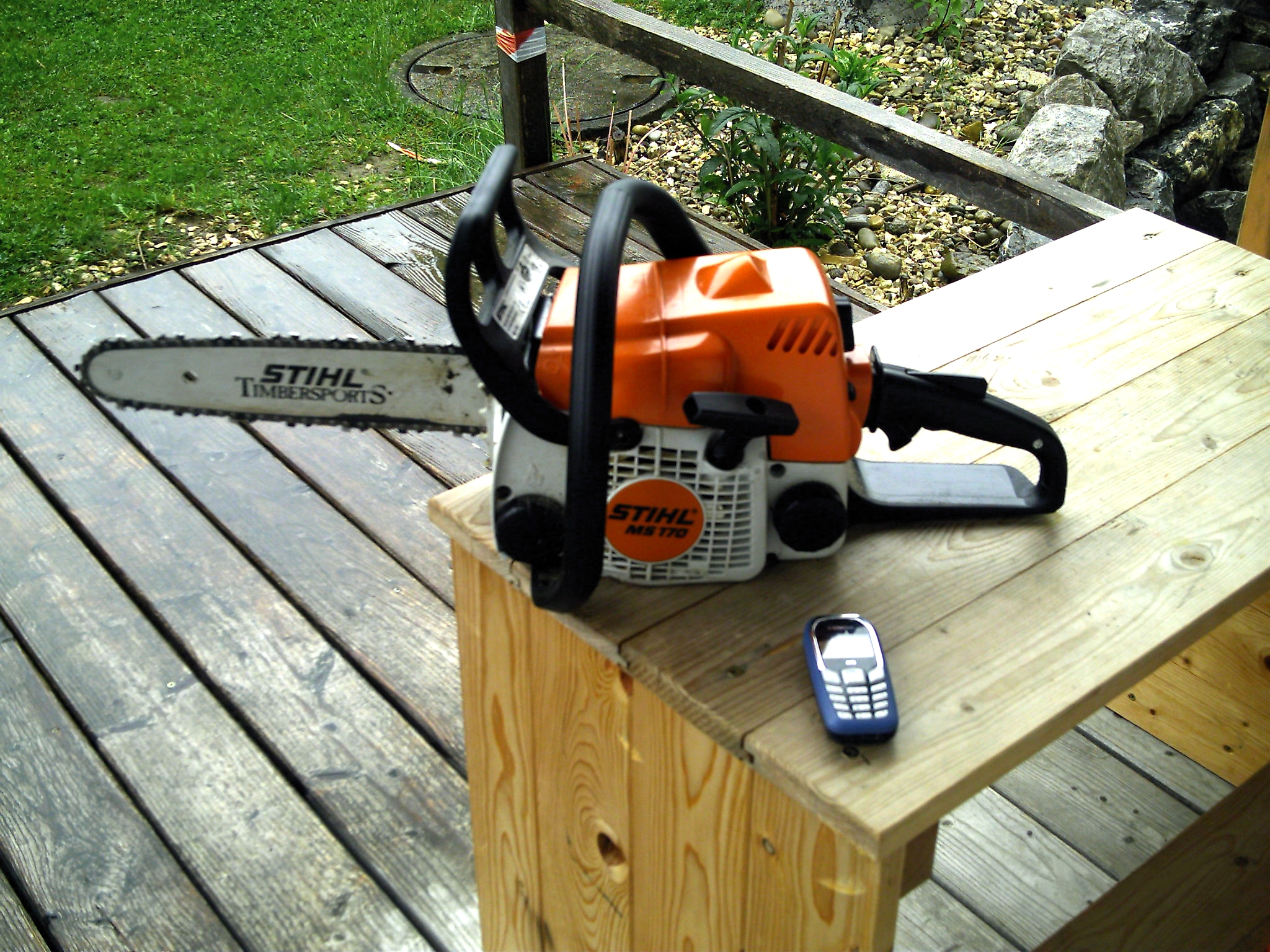
Hobby motorová pila

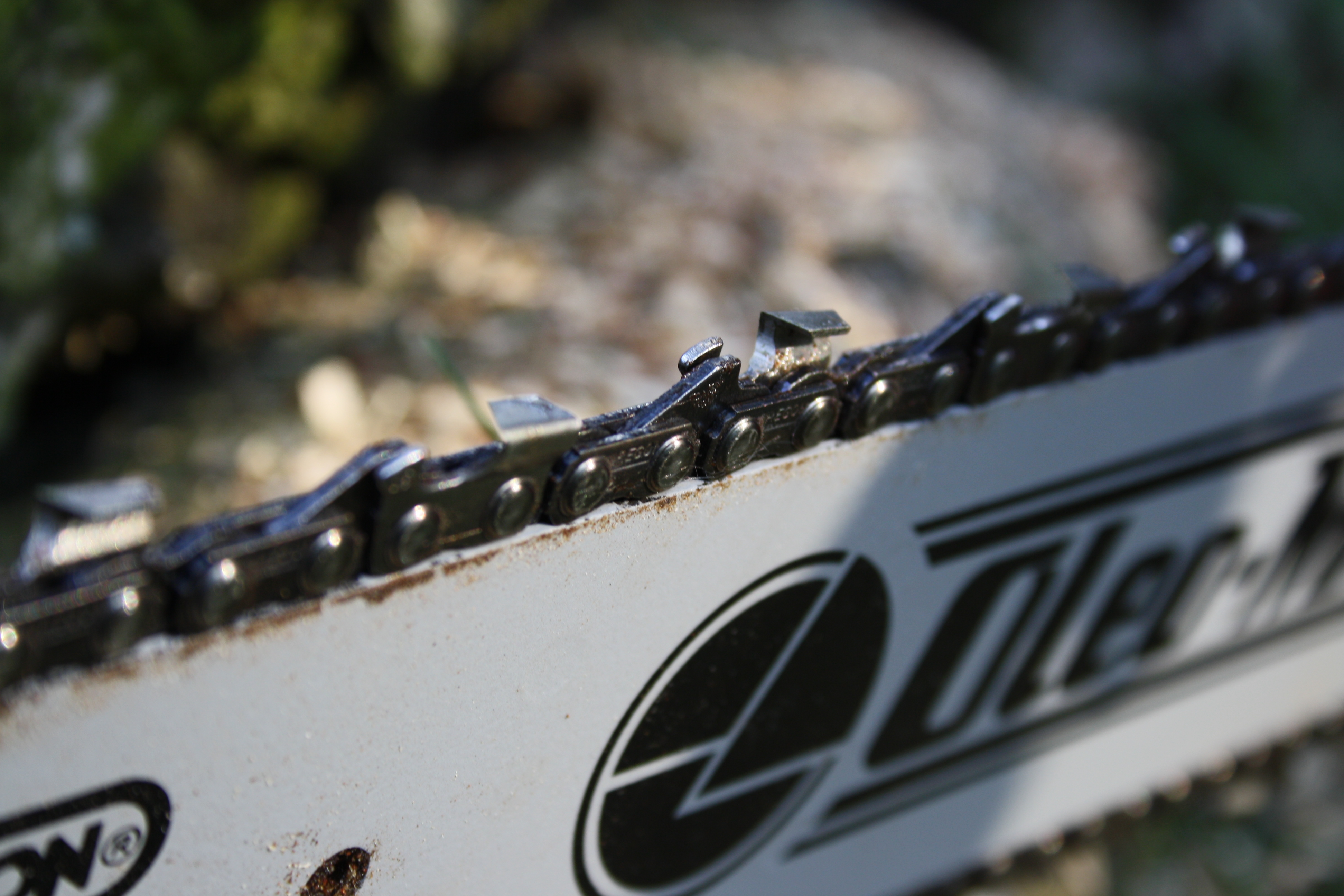
Řetěz motorové pily

Řetězová pila (nespisovně: motorovka) je převážně mechanický stroj s různým typem pohonu. Nejčastějším pohonem je spalovací motor, dále pak elektrický, pneumatický, nebo hydraulický. Je určená ke kácení stromů, zkracování a opracování dřeva, také však i zdiva a kamene (speciální řetěz). Profesionálně je nejčastěji používána v lesnictví, dřevařském průmyslu, k údržbě zahrad a sadů, požární ochraně a ve stavebnictví. Dnes je také hojně používána v sochařství.
Motor pohání řetězku, ozubené kolečko, které pak pohání řetěz, tvořený články na kterých jsou umístěné zuby. Profesionální pily pro dřevorubce jsou opatřeny spalovacím motorem, pily pro drobné domácí použití, nebo pro specifické profesionální práce používají také elektromotor a jsou poháněny z elektrické sítě, nebo akumulátoru. Pneumatické, nebo hydraulické pily jsou používány zejména v dolech, při práci pod vodní hladinou. Profesionální pily mají obvykle obsah motoru od 50 do cca 130 cm³, pily střední kategorie (nazývané také farmářské) používají motory s obsahem do 60 cm³. Motorové pily se dále liší délkou řetězové lišty, která se volí podle zručnosti pracovníka, požadované práce a výkonu motoru. Pro běžnou činnost se používají lišty s délkou do 40 cm, práce s delší lištou je již pro neprofesionála únavná a neproduktivní. Mezi nejznámější výrobce těchto pil patří Husqvarna, Stihl, Jonsered, Makita – Dolmar, McCulloch, Homelite, Solo, Partner atd.

## Historie
Princip řezání pomocí obíhajícího řetězu osazeného pilovými zuby použil poprvé roku 1830 ve Würzburgu chirurg Bernhard Heine k řezání kostí při osteotomii. První „strojní pily“ (listové) se v lese začaly používat již před r. 1900. Ve dvacátých letech dvacátého století byly vyvinuty dvojmužné pily. První dvoumužnou řetězovou pilu představil v roce 1925 Ernst Ring (Rinco) v Berlíně. První sériově vyráběné benzínové pily uvedl Emil Lerp zakladatel firmy Dolmar v Hamburku v roce 1927. Tyto pily byly těžké z důvodu potřeby převodu k pohonu řetězu z klikové hřídele motoru, používaly tzv. sekací řetěz a většina plovákový karburátor který nemohl spolehlivě pracovat v nakloněné poloze. Proto byly poté vyráběny tyto pily s kuželovým převodem a lištou sklopnou o 90°. Později v Československu a v bývalé NDR byla snaha tento problém řešit pomocí otočného karburátoru. Definitivní krok k výrobě polohově nezávislé pily bylo použití leteckého membránového karburátoru po r. 1950. Jednomužnou pilu představila r. 1950 firma Stihl. V Evropě první pilu s přímým pohonem řetězu vyvinula r. 1957 firma SOLO (SOLO Rex). V roce 1926 vyrobila firma Stihl první řetězovou pilu s elektrickým pohonem.

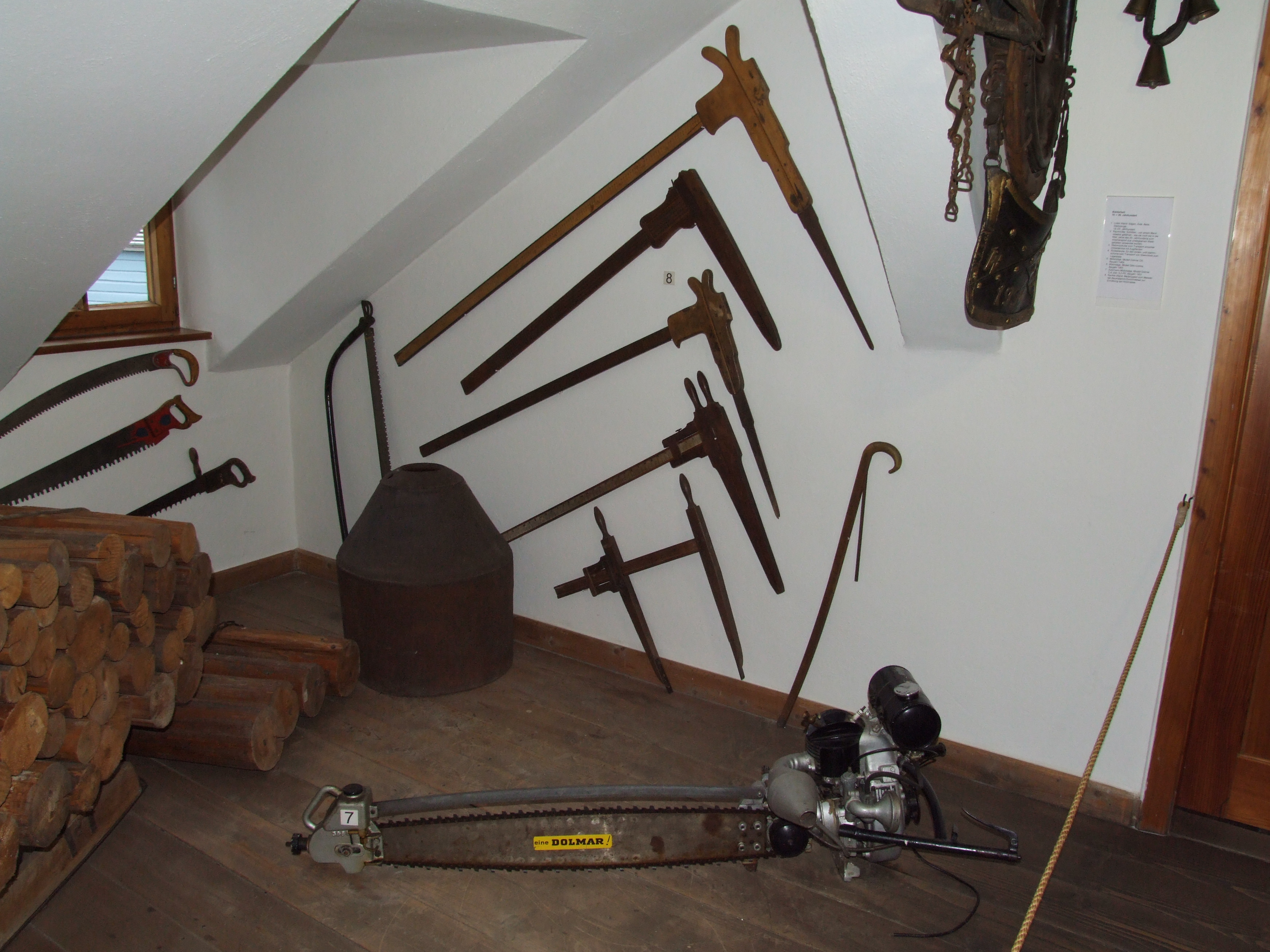
Historická dvoumužná řetězová pila

V padesátých letech se v tehdejším Sovětském svazu rozšířily dvojmužné řetězové pily poháněné stejnosměrným proudem, který dodávala mobilní elektrocentrála. Dvojmužné pily se v Československu užívaly do poloviny šedesátých let. V té době se nepříliš úspěšně zaváděla výroba jednomužných pil (JMP 54 a JMP 40), vyvinula řada prototypů (Bobr, Orava...), a v polovině osmdesátých let minulého století se v ČZ Strakonice uskutečnil poslední pokus o jednomužnou pilu vlastní konstrukce (ČZ Favorit), ten však z rozhodnutí nadřízených orgánů ani do výroby nebyl zařazen ač výsledky prototypových zkoušek byly více než uspokojivé. 

## Údržba stroje
Údržba motorové pily spočívá zejména (kromě servisních činností charakteristických pro spalovací motory) v pravidelném čištění a ostření řetězu, doplňování oleje v systému přimazávání řetězu a čištění stroje. Zejména systému mazání řetězu je třeba věnovat značnou péči, neboť špatně mazaný řetěz se přehřívá, vůlí vzniklou v čepech se prodlužuje a ztrácí schopnost udržet ostří zubů.

## Rizika při práci se strojem

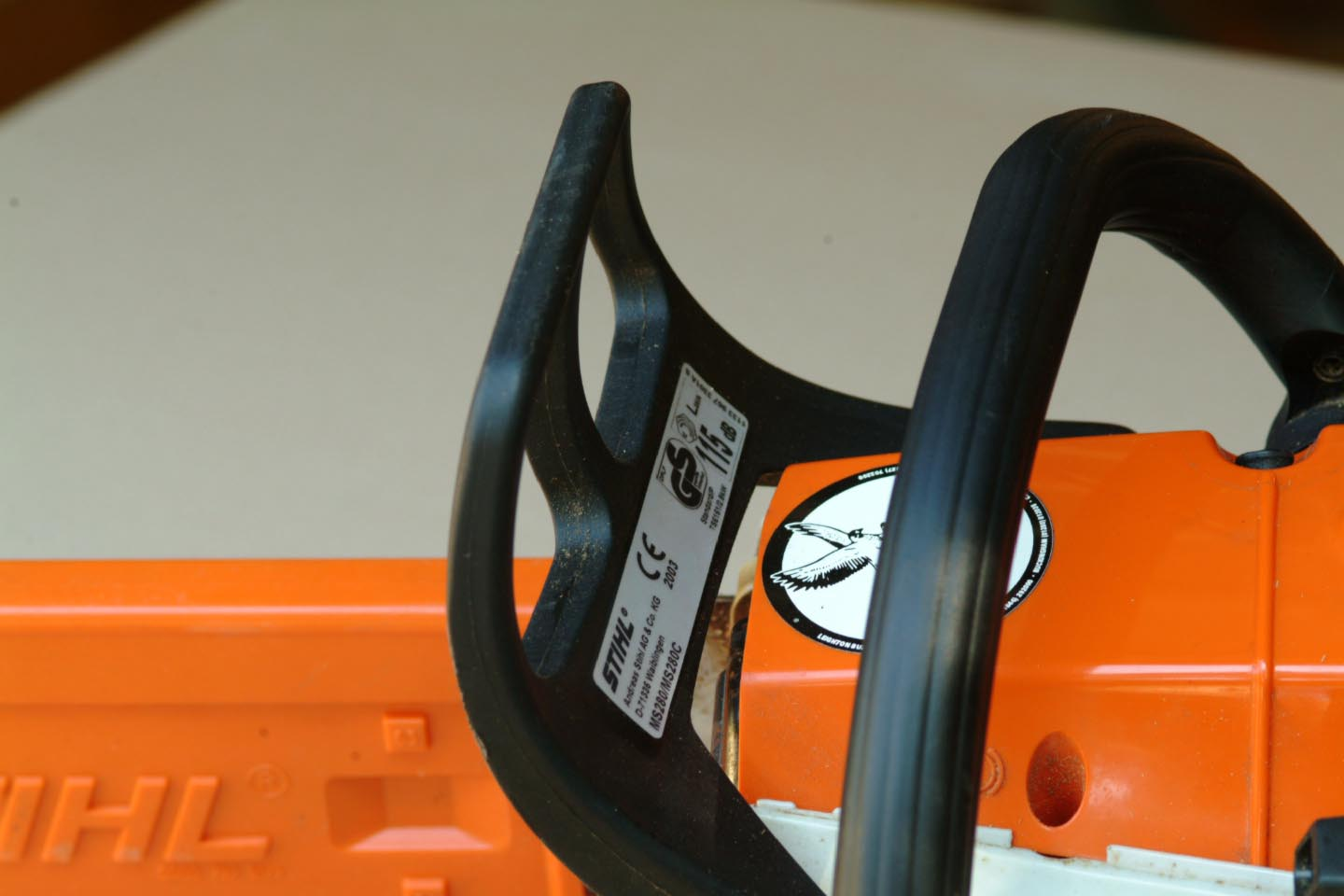
Bezpečnostní brzda motorové pily

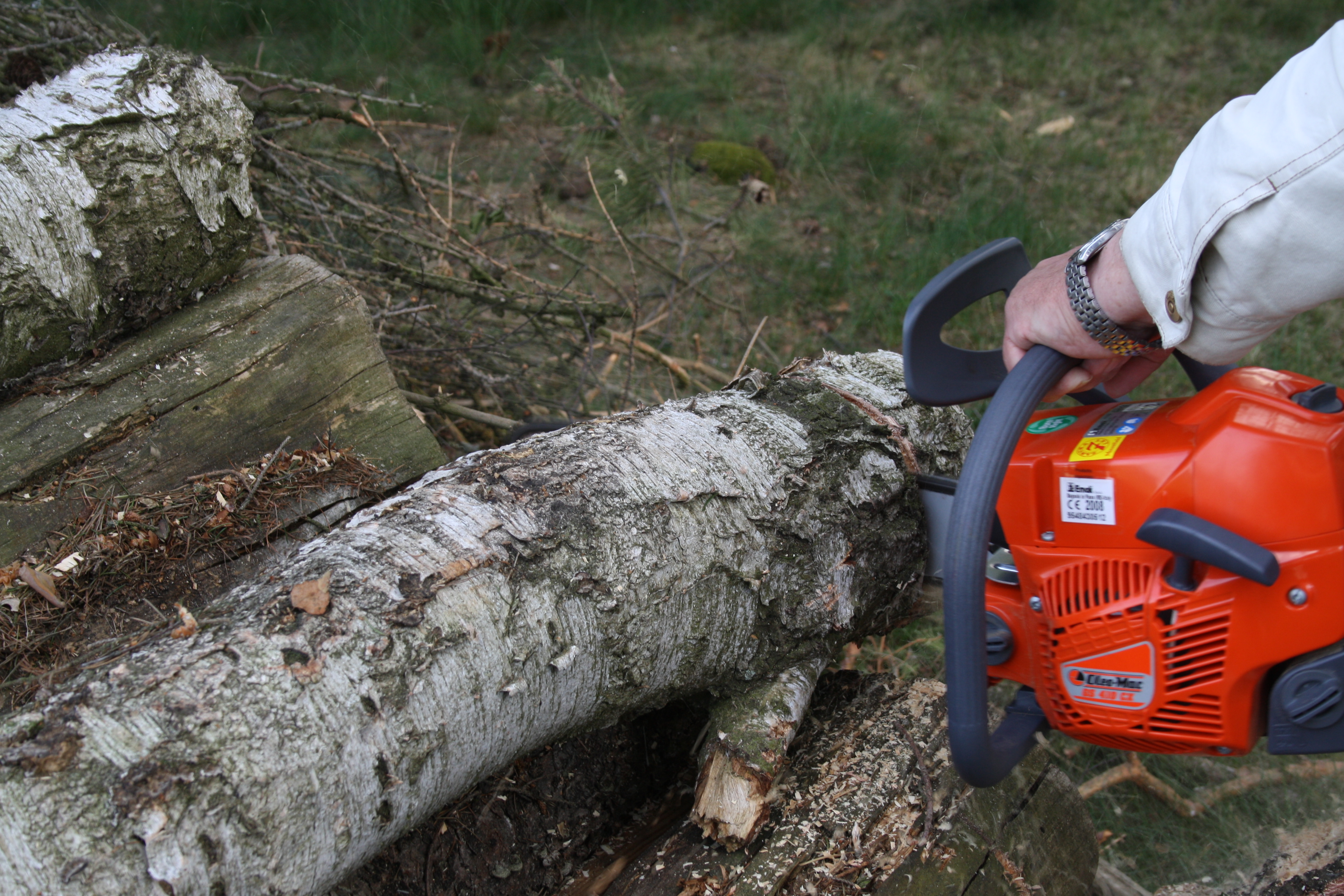
Práce s motorovou pilou

Podle právního řádu ČR smí s motorovou pilou profesionálně pracovat (z důvodů vibrací vznikajících při práci se strojem) pouze osoba starší 18 let, jež splňuje požadavky stanovené výrobcem nebo zaměstnavatelem. U pracovníků profesionálně vykonávajících práci s motorovou pilou je žádoucí kontrola u lékaře minimálně jednou ročně.
Řetězová pila patří (spolu s kotoučovou pilou – cilkulárkou) k nejnebezpečnějším strojům, s nimiž přijde neprofesionál do styku. Roztočený řetěz ve spojení s relativně silným pohonem může způsobit rozsáhlá devastující zranění, až po amputaci končetiny. Stroj je nebezpečný i odletujícími částmi děleného materiálu. Pro práci je proto třeba bezpodmínečně používat ochranu očí, nejlépe ve formě obličejového štítu, a pevné oblečení bez volných částí a tkanic. Potřebné jsou pevné boty a rukavice, nejlépe s antivibrační vložkou. Doporučené je při práci s řetězovou pilou používat neprořezné kalhoty, boty nejlépe se zpevněnou špičkou a u benzínových pil i chrániče sluchu. Z důvodu možnosti zpětného vrhu pily je vhodná pravidelná (alespoň jednou ročně) kontrola funkčnosti řetězové brzdy pily v odborném servisu.